# Tűzmadár (mitológiai alak)

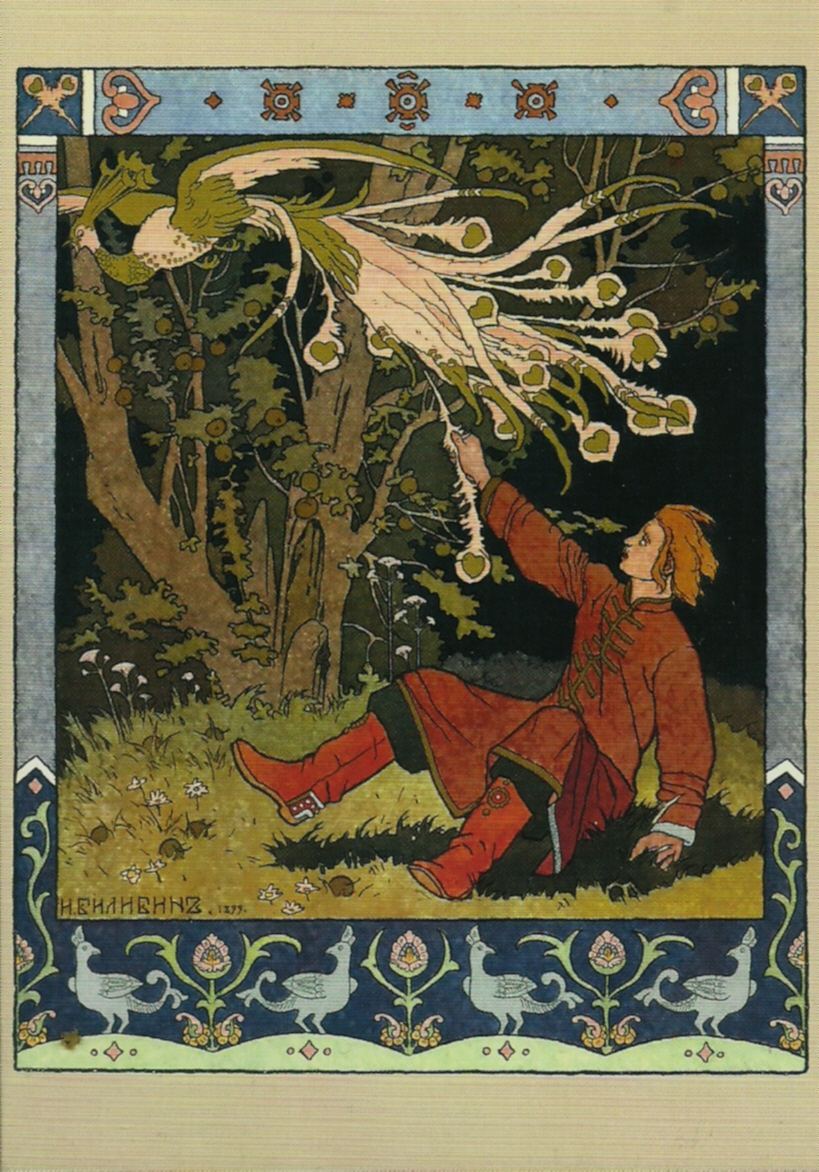
Ivan Jakovlevics Bilibin illusztrációja egy a tűzmadárról szóló orosz meséhez (1899)

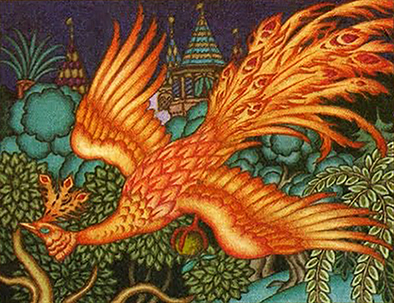
Borisz Vorikin: Tűzmadár

A Tűzmadár a keleti szláv mitológia csodálatos madara. Az orosz varázsmese szerint minden egyes tolla „olyan csodálatos és csillogó, hogy ha sötét szobába vitték be, úgy világított, mintha abban a szobában gyertyák sokaságát gyújtották volna meg”. A tűzmadár aranykalitkája, aranyszíne azzal van összefüggésben, hogy a madár egy másik királyságból („hetedhét országon túlról”) repült ide, ahonnan mindaz származik, ami aranyszínűre van festve. A tűzmadár a rabló szerepében is feltűnhet, ebben az esetben a tüzes kígyóhoz közelít: elhurcolja a mese hősének anyját, „hetedhét országon túlra”.
Sztravinszkij 1910-ben írta meg A tűzmadár című balettjét.